# Jeremias Nyangoen
Jeremias Nyangoen (Pontianak 29 de juny de 1969) és un actor indonesi que és més conegut pel seu paper de Sumanto a la pel·lícula Kanibal - Sumanto el 2004. Perempuan Berkelamin Darah (Women from Rote Island), pel·lícula del seu debut com a director, va aconseguir guanyar-li la Copa Citra de 2023 i una menció especial a la secció NETPAC de l’11è Asian Film Festival Barcelona

## Filmografia

### Cinema
Com actor
| Any  | Títol             | Paper                 | Notes |
| ---- | ----------------- | --------------------- | ----- |
| 1998 | Kuldesak          | Venedor d’aspiradores |       |
| 2002 | Beth              |                       |       |
| 2004 | Kanibal - Sumanto | Sumanto               |       |
| 2004 | Ketika            | Pak Gregi             |       |

Com a cineasta
| Any  | Títol                          | Paper                | Notes |
| ---- | ------------------------------ | -------------------- | ----- |
| 2006 | Denias, Senandung di Atas Awan | Guionista            |       |
| 2007 | Sang Dewi                      | Producter            |       |
| 2007 | Sang Dewi                      | Guionista            |       |
| 2011 | Serdadu Kumbang                | Guionista            |       |
| 2019 | Rumah Merah Putih              | Guionista            |       |
| 2023 | Perempuan Berkelamin Darah     | Director i guionista |       |

## Premis i nominacions
| Any  | Premi                      | Categoria                                                                        | Obra nominada                  | Resultat  |
| ---- | -------------------------- | -------------------------------------------------------------------------------- | ------------------------------ | --------- |
| 2004 | MTV Indonesia Movie Awards | 'Acto favorit                                                                    | Kanibal - Sumanto              | Nominat   |
| 2006 | Festival Film Indonesia    | [Millor guió original (compartit amb Masree Ruliat, Monty Tiwa i John de Rantau) | Denias, Senandung di Atas Awan | Guanyador |
| 2023 | Festival Film Indonesia    | Millor director                                                                  | Women from Rote Island         | Guanyador |
| 2023 | Festival Film Indonesia    | Millor guió original                                                             | Women from Rote Island         | Guanyador |